# Чегурко Єгор Володимирович
Єгор Володимирович Чегурко (нар. 27 січня 1995, Харків (за іншими даними — Горлівка, Донецька область), Україна) — український футболіст, півзахисник аматорського клубу «Колос» (Великі Сорочинці).

## Життєпис
Футболом починав займатися в Єнакієвому в філії дитячо-юнацької футбольної академії ПАТ «ЄМЗ» ФК «Шахтар». У 2012 році продовжив навчання в академії харківського «Металіста». Після випуску був зарахований до юнацької команди харків'ян. У сезоні 2012/2013 зіграв у її складі 22 матчі і оформив дубль у ворота 19-річних гравців «Дніпра». У наступному сезоні 20 матчів провів у молодіжній команді, забив 4 голи.
У Прем'єр-лізі дебютував 1 березня 2015 року в гостьовому матчі проти київського «Динамо». У цій грі крім Чегурко футболки першої команди харків'ян вперше одягли також деякі його товариші з молодіжної команди. Такий «груповий дебют» гравців харківської молодіжки став можливим завдяки бойкоту лідерами «Металіста» старту весняної частини чемпіонату України через невиконання клубом контрактних зобов'язань перед ними. У наступному календарному матчі 4 березня в рамках 1/4 фіналу Кубка України проти донецького «Шахтаря» Чегурко вийшов у стартовому складі. Після перерви був замінений на Артема Бесєдіна.
Всього за час перебування в «Металісті» у 2012—2016 роках Чегурко зіграв 3 матчі за основний склад (1 в УПЛ і 2 у Кубку України), за U-21 — 58 матчів, забив 8 м'ячів і за U-19 — 28 матчів, забив 3 голи.
У липні 2016 року став гравцем «Колоса» (Ковалівка). У сезоні 2016/17 провів за цей клуб 21 матч і забив 1 гол у Першій лізі. Також зіграв 1 матч у Кубку України.
1 серпня 2017 року на правах оренди перейшов до харківського клубу «Металіст 1925». У складі харків'ян провів ‎19 матчів (з них 10 — у стартовому складі), забивши 8 голів і зробивши 5 гольових передач.
2 березня 2018 року підписав півторарічний контракт з клубом «Дніпро-1», але вже за 4 місяці повернувся до «Металіста 1925».

## Досягнення
«Дніпро-1»:
 Срібний призер Другої ліги України: 2017/18
 «Металіст 1925»:
 Бронзовий призер Другої ліги України: 2017/18
 «Колос» (Великі Сорочинці):
 Бронзовий призер Чемпіонату Полтавської області: 2019
 «Нафтовик» (Охтирка):
 Срібний призер Чемпіонату Сумської області: 2020